# Gazondolk

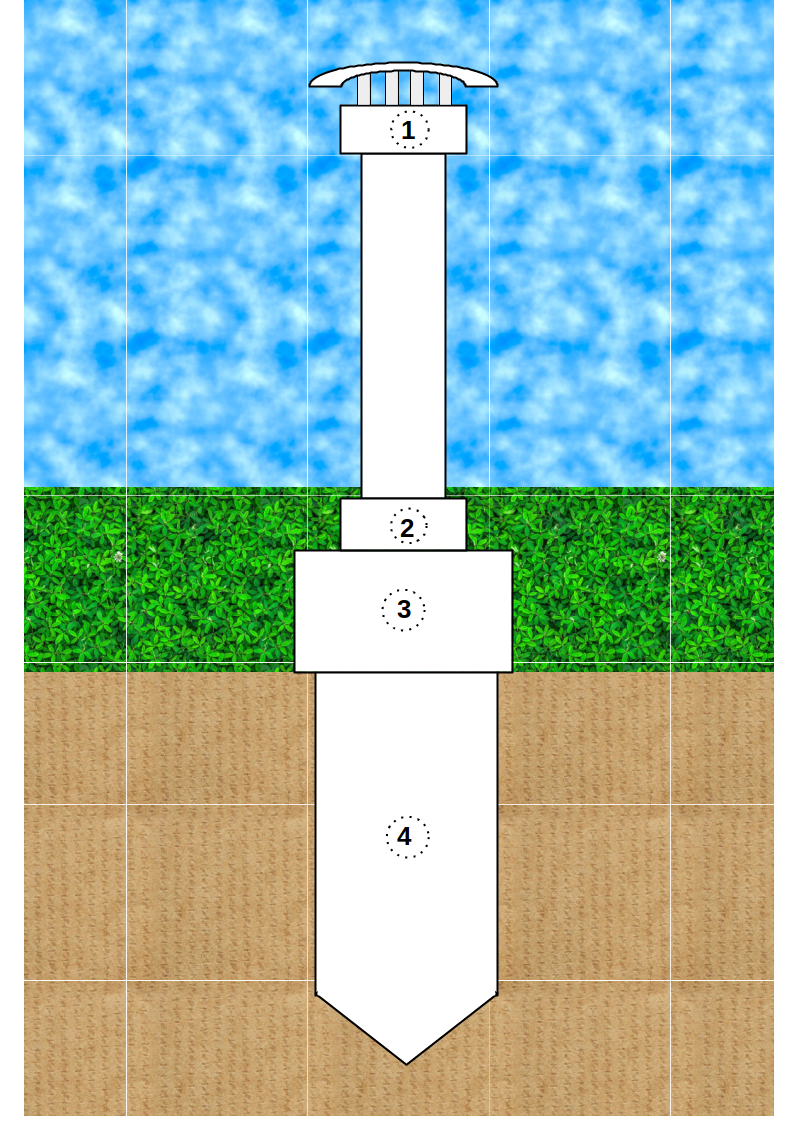
Schema van een gazondolk: 1: meting op 10 cm hoogte; 2: meting aan het oppervlak; 3: verzendmodule; 4: meting op 10 cm diepte.

Een gazondolk is een datalogger in de vorm van een dolk, die in de bodem wordt gestoken voor het meten van de temperatuur en/of vochtigheidsgraad van een terrein. Naargelang het apparaat kunnen die parameters ondergronds, aan de oppervlakte of enkele centimeters erboven worden gemeten. In combinatie met een chip en simkaart kan een gazondolk die gegevens ook via het mobiele telefoonnetwerk verzenden naar een ontvanger op afstand, als een toepassing van het internet der dingen. Een voorbeeld van een dergelijk apparaat is de TMS-4 van de Tsjechische firma Tomst.
In wetenschappelijk onderzoek kan een netwerk van dergelijke apparaten veel fijnmaziger informatie opleveren dan de standaardgegevens van klassieke weerstations.
Een van de eerste projecten met gazondolken dat in de actualiteit kwam, was het in januari 2021 opgestarte burgerwetenschappelijk plan van CurieuzeNeuzen, CurieuzeNeuzen in de Tuin. Met deze technologie werden in zo’n 5.000 tuinen gedurende enkele maanden gegevens verzameld met het oog op de dreigende waterschaarste in Vlaanderen.

## In de landbouw
De techniek werd sedert 2019 ook in de landbouw toegepast, meer bepaald in de aardappelteelt. Een eerste project, WatchITgrow, liep in samenwerking met VITO en werd gefinancierd door het Belgische Federale Wetenschapsbeleid. De gazondolk wordt dan een velddolk of meetdolk, en deze sensoren worden gekoppeld aan een netwerk op afstand.